# Gail (Sin City)
Pour les articles homonymes, voir Gail.
Gail est un personnage de fiction du comics Sin City de Frank Miller.

## Description
Gail apparaît pour la première fois dans le tome 1, Sin City. Dans cet épisode, elle assiste à la torture de Marv par Wendy, celle-ci voulant savoir ce que Marv a fait de sa sœur Goldie et des autres prostituées disparues. Gail prête ensuite une paire de menottes à Wendy, objet qui sera utilisé par Marv pour venger Goldie.
Elle apparaît ensuite dans le deuxième opus, intitulé J'ai tué pour elle. Elle recueille Dwight McCarthy, son ancien amant, dans la Vieille Ville, après que celui-ci a été trahi et laissé pour mort par Ava Lord. Elle le soigne, veille sur lui, s'opposant ainsi aux jumelles Wendy et Goldie, qui régnaient à l'époque sur la vieille ville à l'aide de Miho et qui ne voulait pas d'étranger sur leur territoire. Par la suite, elle aide Dwight à se venger d'Ava Lord en se déguisant pour pouvoir s'infiltrer dans la demeure d'Ava.
Gail apparaît dans le tome 3, Le Grand Carnage. Elle fait exécuter par Miho un quatuor de clients agressifs dans la vieille ville, Jackie Boy et sa bande. Celui-ci, étant en réalité un policier, la trêve entre les filles, la police et la mafia est menacée, et Dwight devra sauver les prostituées de la vieille ville. Gail est capturée chez elle par Manute, et sera échangée par Dwight contre la tête de Jackie Boy, preuve du meurtre. Mais Dwight a placé une grenade télécommandée dans la tête du policier, ce qui permet aux filles de conserver leur liberté.
Gail est seulement citée dans le tome 5, Valeurs familiales, où Dwight évoque le fait que c'est Gail qui lui a donné la mission qu'il est en train d'accomplir dans cet épisode.
Dans le tome 6, Des filles et des flingues, Gail et d'autres prostituées parviennent à démasquer et éliminent un tueur en série sévissant dans la vieille ville, dans l'une des nombreuses nouvelles qui composent cet ouvrage.
Gail est grande brune, porte des cheveux courts et soigneusement coiffés, est d'une très grande beauté et est souvent habillée avec des tenues plus qu'aguicheuses. C'est une véritable guerrière, généralement armée d'un Uzi, et ne se faisant pas prier pour l'utiliser.

## Œuvres où le personnage apparaît

### Comics
Les albums sont disponibles en France aux éditions Vertige Graphic et Rackham.
- Sin City (The Hard Goodbye) (Vertige Graphic et Rackham, 1994)
- J'ai tué pour elle (A Dame to Kill for) (Vertige Graphic et Rackham, 1995)
- Le Grand Carnage (The Big Fat Kill) (Vertige Graphic et Rackham, 1996)
- Des filles et des flingues (Booze, Broads & Bullets) (Vertige Graphic, et Rackham 1999)

### Cinéma
Gail est interprétée par Rosario Dawson dans le film Sin City, réalisé par Robert Rodriguez et Frank Miller. L'actrice reprend le rôle dans Sin City : J'ai tué pour elle, des mêmes réalisateurs, sorti en 2014.